# Wilhelm Kochs
Wilhelm Kochs  (* 3. August 1852 in Kleve; † 15. Oktober 1898) war ein deutscher Mediziner (Physiologie).
Kochs war von 1870 bis 1875 Offizier, nahm am Deutsch-Französischen Krieg 1870/71 teil und danach als Kriegsinvalide pensioniert. Danach studierte er Medizin in Wien und Bonn und wurde 1880 promoviert. Danach war er Assistent am physiologischen Laboratorium in Bonn und Dozent. 1893 wurde er Titularprofessor.
Er befasste sich mit chemischen und physiologischen Fragen (Synthese von Hippursäuren und Ätherschwefelsäuren, Bestimmung des Schwefelgehalts in Proteinen und von Peptonen im Fleisch), Wirkung von Kokain auf freigelegte Nerven, Residualluft in der Lunge, Beziehung von Wassergehalt im Körper und Akklimatisierung in den Tropen, Scheintod, Lokalisierung chemischer Vorgänge im menschlichen Körper nach einer Methode von Eduard Friedrich Wilhelm Pflüger.
Er trug zur Real-Encyclopädie der gesammten Heilkunde von Albert Eulenburg bei.